# Mokrievo
Mokrievo (en macédonien Мокриево) est un village du sud-est de la Macédoine du Nord, situé dans la municipalité de Novo Selo. Le village comptait 1211 habitants en 2002.

## Démographie
Lors du recensement de 2002, le village comptait :
- Macédoniens : 1 204
- Serbes : 3
- Autres : 4